# Anastasio Somoza Debayle

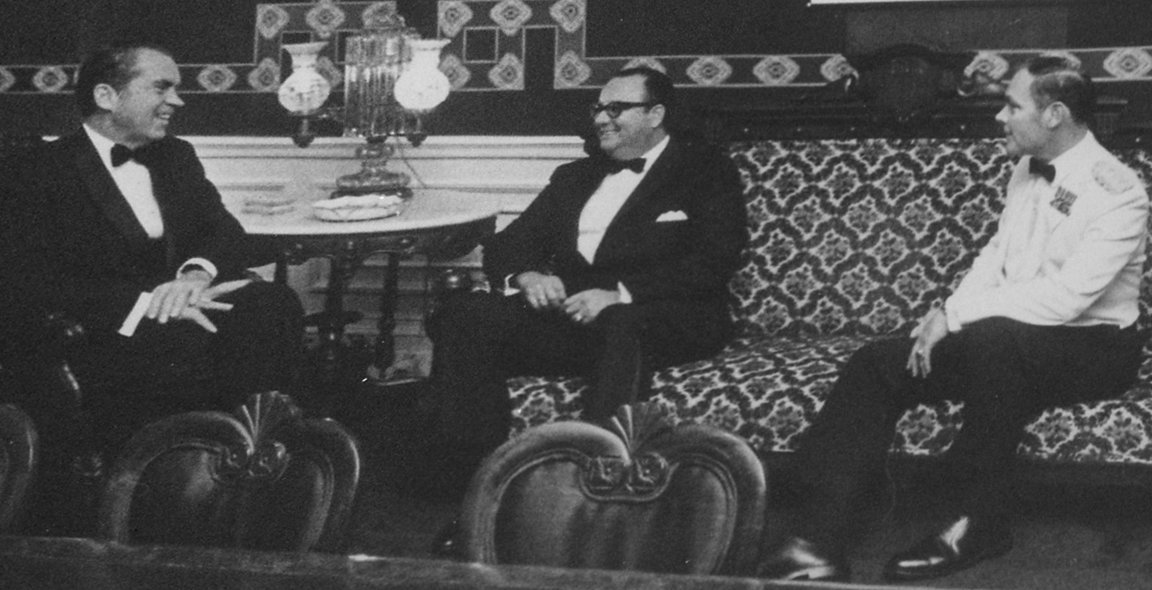
Somoza (középen), Richard Nixon és Alexander Haig (1971)

Anastasio ("Tachito") Somoza Debayle (León, 1925. december 5. – Asunción, 1980. szeptember 17.) Nicaragua 73. elnöke volt 1967. május 1. és 1972. május 1. között, illetve a 76. elnök 1974. december 1. és 1979. július 17. közt, az elnöki dinasztiát kiépítő nagyhatalmú Somoza család tagja.
A Nemzeti Gárda fejeként gyakorlatilag az 1967 és 1979 közti időszak egészében ő irányította az országot. Ő volt az 1936-tól kormányzó család adta utolsó nicaraguai elnök. A szocialista sandinisták vezette felkelés elől menekülnie kellett az országból és a száműzetésben meggyilkolták.

## Élete

### Az elnökségig
Apja, Anastasio Somoza García (becenevén Tacho) 1937-ben lett Nicaragua elnöke, Anastasio a második fia volt. Az ifjabb Anastasio, aki a Tachito becenevet kapta, a loridai előkészítő iskolába járt, később a long islandi La Salle Katonai Akadémiára, és végül az Egyesült Államok Katonai Akadémiáján végzett 1946. június 6-án.
Apja már a következő évben kinevezte a Nemzeti Gárda parancsnokának, miután előzőleg már számos fontos posztot juttatott családtagoknak és közeli személyes barátoknak. A Gárda parancsnokaként az ifjabb Anastasio gyakorlatilag Nicaragua második leghatalmasabb embere lett.
Mégsem ő volt a közvetlen örökös. Amikor apját 1956. szeptember 21-én meggyilkolták, az idősebb fiútestvér, Luis Somoza Debayle lett az elnök. Anastasio rajta tartotta a kezét a kormányon és amikor 1963 és 1967 közt nem a bátyja volt az elnök, akkor is ügyelt rá, hogy csak lojális emberek kaphassák az elnöki posztot. Végül 1967. május 1-jén került rá a sor: röviddel bátyja halála előtt elnökké választották. Ez nagy különbséget jelentett Nicaragua számára, mivel Luis gyengédebb eszközökkel kormányzott apjánál, öccse azonban nem tűrt semmiféle ellenzéket.

## Magánélete
1950. december 10-én első unokahúgát, Hope Portocarrerót vette feleségül a managuai katedrálisban. Jose Antonio Lezcano érsek adta őket össze, a ceremónián mintegy négyezren vettek részt, a fogadást Anastasio Somoza García elnök adta a modern és fényűzően berendezett Palacio de Comunicacionesben.
Öt gyermekük született:
- Anastasio Somoza Portocarrero (akinek a felesége Marissa Celasco).
- Julio Somoza Portocarrero.
- Carolina Somoza Portocarrero, akinek első férje Víctor Urcuyo Vidaurre volt, a második James Minskoff Sterling.
- Carla Somoza Portocarrero.
- Roberto Somoza Portocarrero.

## Fordítás
- Ez a szócikk részben vagy egészben  az   Anastasio Somoza Debayle című angol Wikipédia-szócikk ezen változatának fordításán alapul.  Az eredeti cikk szerkesztőit annak laptörténete sorolja fel. Ez a jelzés csupán a megfogalmazás eredetét és a szerzői jogokat jelzi, nem szolgál a cikkben szereplő információk forrásmegjelöléseként.